# Den gröna randen
Den gröna randen eller Porträtt av madame Matisse, även benämnd Den gröna linjen, är en oljemålning av den franske konstnären Henri Matisse. Den är signerad "Henri-Matisse", daterad 1905 och ingår sedan 1936 i Statens Museum for Kunsts samlingar i Köpenhamn.
Porträttet föreställer konstnärens hustru Amélie Noellie Matisse-Parayre. Verkets titel härrör från den vertikala gröna rand som löper från hårfästet till hakan och delar ansiktet i två halvor – en i varma färger, och en i kalla. Med sin klara färgfältsuppdelning är målningen typisk för Matisses fauvistiska period. Målningen utfördes sannolikt hösten 1905 i Paris efter att Matisse återvänt från sommarvistelsen i fiskebyn Collioure i Occitanien med André Derain. Matisse och Derain gjorde skandalsuccé på salongen samma höst där de fick namnet Les fauves, ”vilddjuren”, ett namn som anspelade på målningarnas våldsamma färgeffekter och de djärva förenklingarna. På utställningen ställde Matisse ut ett annat porträtt av hustrun: Kvinna med hatt. 
Den gröna randen förvärvades av Michael Stein, bror till Gertrude Stein. Syskonen Stein var tidiga mecenater till Matisse. Senare tillhörde målningen den danske affärsmannen Christian Tetzen-Lund(dk) och efter dennes död förvärvades tavlan av Statens Museum for Kunst.

## Bildgalleri

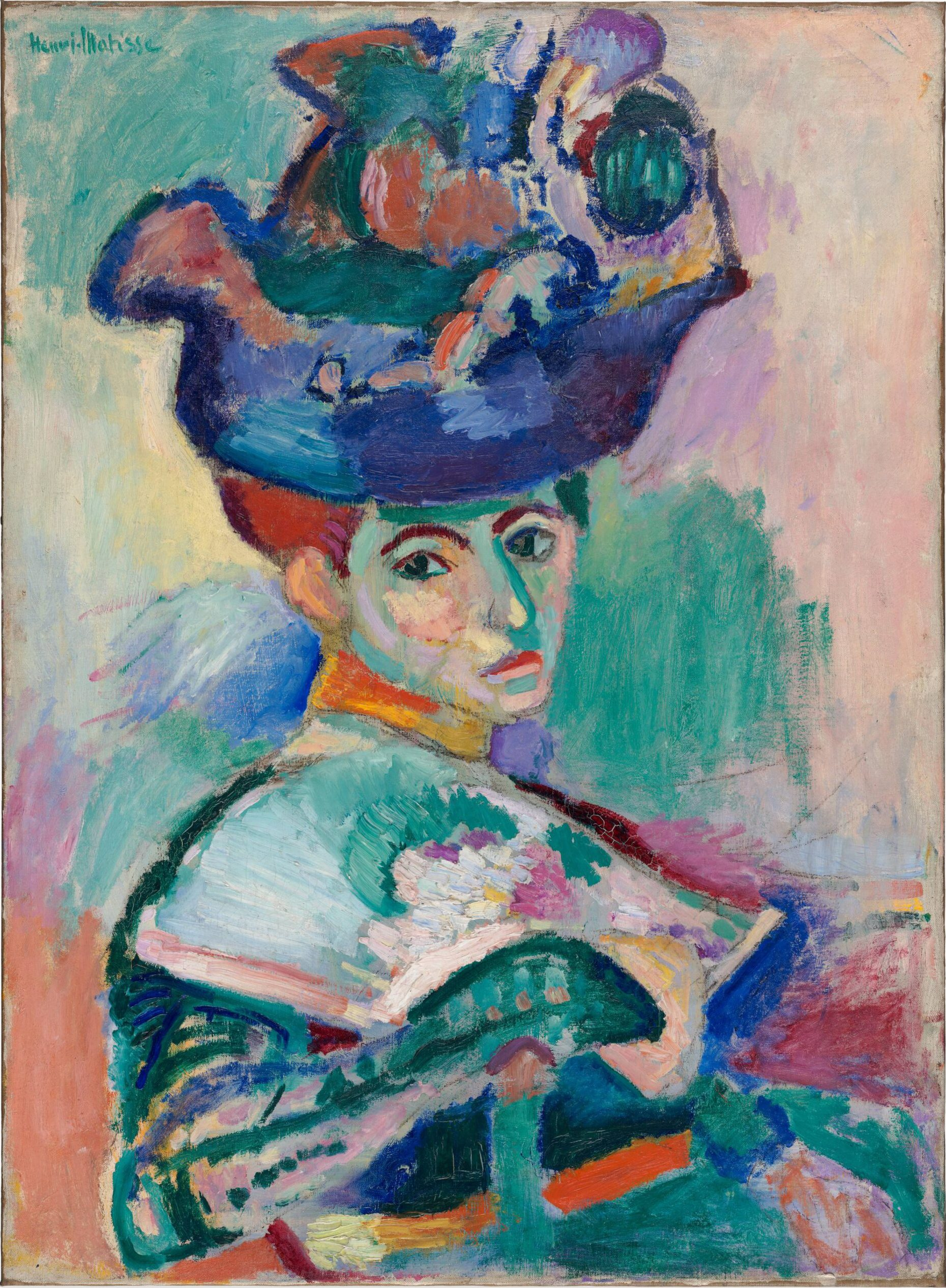
Kvinna med hatt (1905), San Francisco Museum of Modern Art.
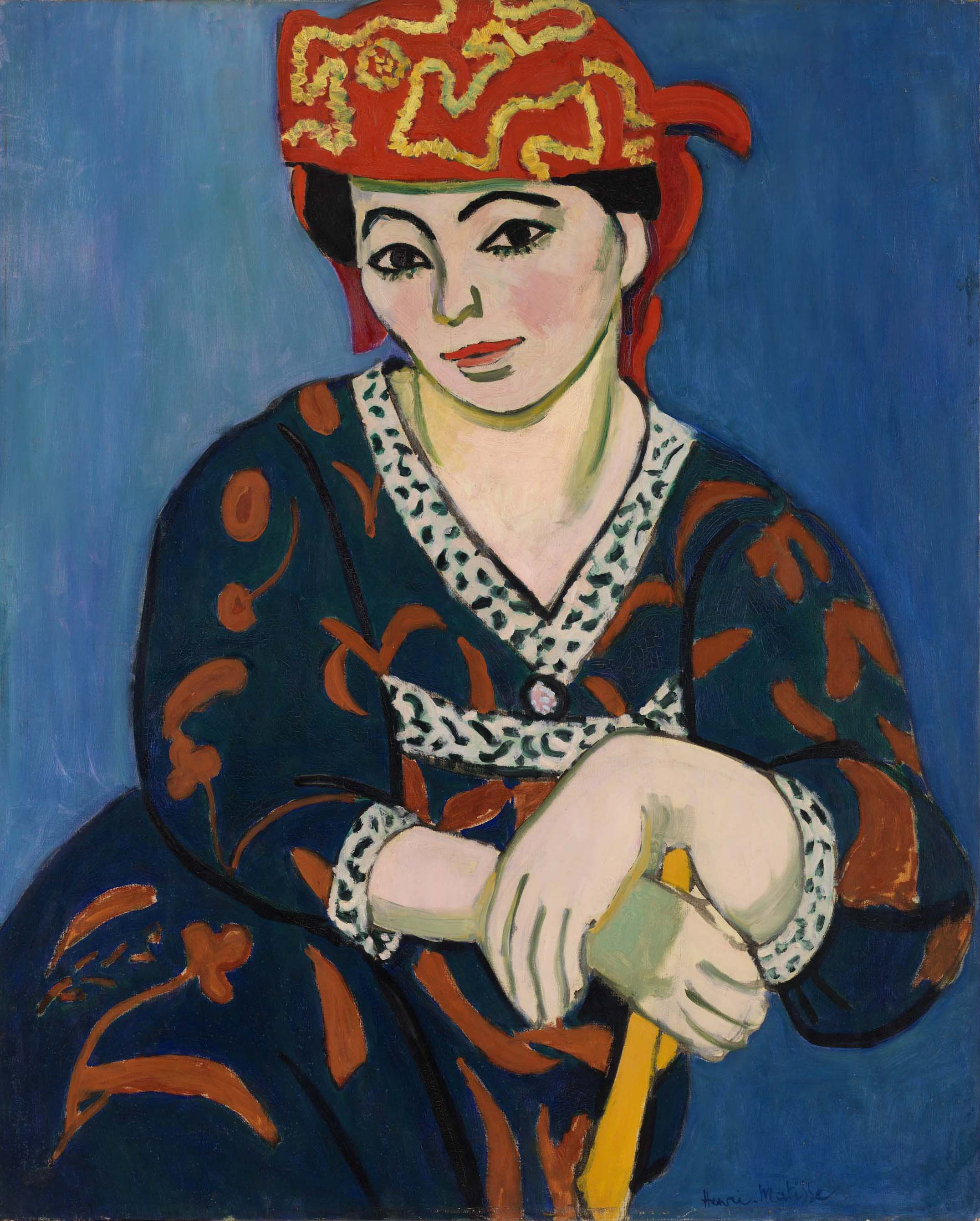
Le Madras rouge (1907) av Matisse porträtterar hustrun. Titeln syftar på den röda huvudbonaden av madrastyg. Utställd på Barnes Foundation.
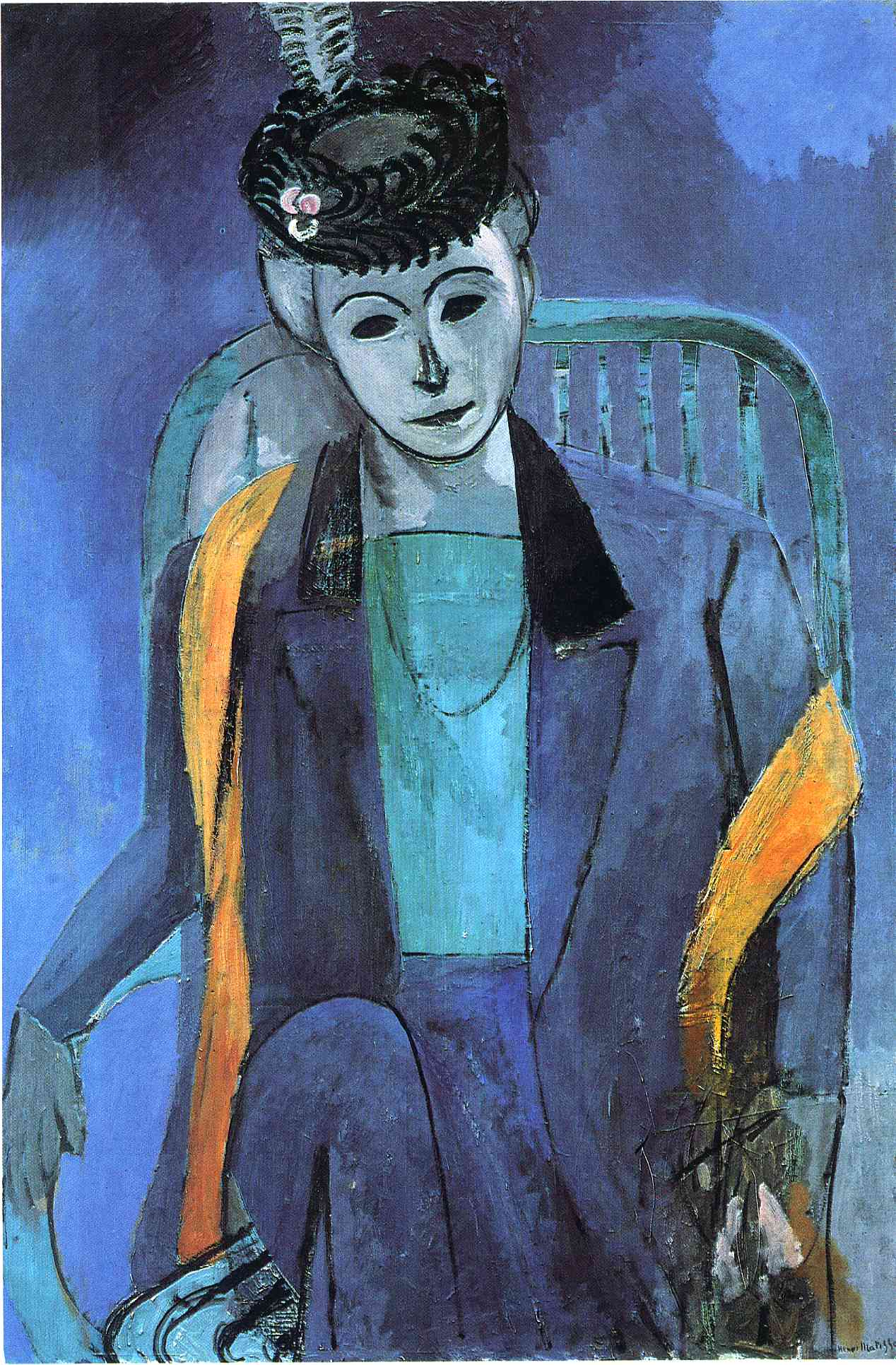
Porträtt av konstnärens hustru (1913) av Matisse är utställd på Eremitaget.